# Dee (attrice pornografica)
Dee, pseudonimo di Vanessa Aparicio (Porto Rico, 17 febbraio 1979), è un'ex attrice pornografica ed ex regista pornografica statunitense.

## Biografia
Dee è nata a Porto Rico il 17 febbraio 1979 da una famiglia con origini italiane e indù e si è trasferita negli Stati Uniti all'età di 5 anni. Ha lavorato a New York come consulente e come modella di lingerie. Scoperta dal regista pornografico Greg Steelberg e da sua moglie Julie Rage in un centro commerciale, è stata invitata a presentarsi all'agenzia World Modeling di Jim South che l'ha introdotta nell'industria pornografica a 19 anni nel 1997. Ha debuttato per Odyssey con la scena LA Meat insieme a Randy West e subito dopo ha posato per la rivista Hustler.
Come attrice ha lavorato con le più grandi case di produzione quali Adam & Eve, VCA Pictures, Wicked Pictures, Zero Tolerance, Penthouse, New Sensation, Evil Angel, Elegant Angel ed altre.
Parallelamente alla carriera da attrice, ha intrapreso quella da regista dirigendo 15 scene tra cui 20 Year Old Virgin, Squirt Girl, Memoirs of a Madame e Sista 21. Nel 2013 ha lasciato l'industria pornografica con 600 scene all'attivo. Nel 2021 è stata inserita nella Hall of Fame dagli AVN Awards.

## Riconoscimenti
- AVN Awards
  - 2021 – Hall of Fame - Video Branch[4]